# Elm City
Elm City è un comune degli Stati Uniti d'America, situato in Carolina del Nord, nella contea di Wilson.